# Faraway
Faraway és un llargmetratge alemany rodat per a la plataforma cinematogràfica internacional Netflix i estrenat el març del 2023. S'ha subtitulat al català.

## Sinopsi
La Zeynep Altin és una dona croatoturca que regenta un restaurant a Múnic amb la seva família. Acaba de perdre la seva mare quan s'adona que en aquest moment difícil no compta amb el suport del seu marit, del seu pare ni de la seva filla de 18 anys. Quan, després del funeral, s'assabenta que la seva mare li ha deixat una petita casa a una illa de Croàcia, de seguida marxa cap allà i combina el seu viatge espontani amb l'esperança de retrobar-se amb si mateixa a 40 anys. Per a la seva gran sorpresa, troba que viu a casa seva en Josip, la família del qual va construir originalment la casa. D'una banda, s'encarrega del benestar de la Zeynep, però de l'altra també la provoca deliberadament.
A mesura que la Zeynep descobreix la vida a l'illa, també aprèn més sobre la seva mare. Està pensant a llogar o vendre la casa. Tanmateix, cada dia a l'illa coneix i aprecia coses noves. Després de saber que el seu marit està a punt de comprometre's d'una altra manera, els seus plans comencen a fracassar. Sorprenentment, un matí apareix a la porta la seva filla d'Alemanya, i més tard també el seu marit i el seu pare, per tornar-la a buscar. I és llavors quan la Zeynep pren la seva decisió sobre el futur.

## Producció
La directora d'aquesta pel·lícula és Vanessa Jopp, que coneguda per les pel·lícules Engel & Joe (2001) i Komm näher (2006). Per Faraway va escollir l'actriu suïssa Naomi Krauss, coneguda per la televisió alemanya, pel paper de la Zeyep. A més de Krauss, va incorporar l'actor Goran Bogdan, que va néixer a l'actual Bòsnia i Hercegovina, com a protagonista masculí. Tots dos parlen a la pel·lícula principalment en anglès. La barreja lingüística de l'alemany, l'anglès, el croat i el turc, que es produeix a través dels diferents protagonistes i localitzacions de les pel·lícules, té un efecte realista.
Faraway es va rodar principalment a les illes croates de Šolta i Brač el 2022. La comèdia es va incorporar a la plataforma de pel·lícules de Netflix a partir del 8 de març de 2023.